# Тимофеев, Олег Витальевич
Оле́г Вита́льевич Тимофе́ев (род. 12 января 1963) — американский гитарист и лютнист российского происхождения, музыкальный педагог, историк музыки, один из ведущих специалистов по истории и репертуару русской семиструнной гитары.
Родился в Москве. Мать, Наталья Марковна Тимофеева, профессиональная виолончелистка. В юношестве брал уроки игры на гитаре у Камилла Фраучи. В 1989 году переехал в США. В 1993 году получил степень магистра в Университете Южной Калифорнии; в 1999 году защитил докторскую диссертацию на тему «Золотой век русской гитары: репертуар, исполнительская практика и социальные функции русской семиструнной гитарной музыки (1800—1850)» в Дюкском университете.
Известен также записями клезмерского репертуара, традиционных и современных еврейских песен на идише.
В настоящее время проживает в США, преподает в университете Айовы.

## Дискография, фильмы
- Timofeyev, Oleg (1997). The Wandering Lutenist (CD). Centaur Records. CRC-2409.
- Timofeyev, Oleg (1999). The Golden Age of the Russian Guitar (CD). Dorian Recordings. DOR-93170.
- Timofeyev, Oleg (2000). The Golden Age of Russian Guitar, Vol. 2 (CD). Dorian Recordings. DOR-93203.
- Timofeyev, Oleg (Russian Seven-String Guitar, Artistic Director); Anne Harley (Soprano, Co-Director); Irina Rees (Harpsichord); Etienne Abelin (Baroque Violin) (2002). Music of Russian Princesses From the Court of Catherine the Great (CD). Dorian Recordings. DOR-93244.
- Timofeyev, Oleg (2004). Guitar in the GULag: Guitar Music by Matvei Pavlov-Azancheev, 1888–1963 (CD). Hänssler Records. 098458000.
- Timofeyev, Oleg, Kolpakov Trio & Talisman (2005). A Tribute to Stesha: Early Music of Russian Gypsies (CD). Naxos World Music. 76065-2.
- Timofeyev, Oleg & John Schneidermann (2006). Music Of Mikhail Glinka / The Czar's Guitars (CD). Profil - Edition Günter Hänssler. PH-07008.
- Timofeyev, Oleg (guitar), Natalia Timofeyeva (cello), Robert Paredes (clarinet), Matthew Burrier (accordion) & Daniel Moore (percussion) (2007). Rhapsody Judaica (CD). Marquis Music. MAR-349.
- Timofeyev, Oleg (2007). Shavlego: Guitar Music by Georgian Composers (CD). Profil - Edition Günter Hänssler. PH-07072.
- Тимофеев, Олег & Гёльц, Сабина (2008). Фраучи. Человек, педагог, мыслитель (DVD). Арбатфильм.
- Timofeyev Ensemble & Psoy Korolenko (2012). Shloyme (CD). Edition Günter Hänssler. PH12000.